# غابرييلا بيريانو
غابرييلا بيريانو (بالرومانية: Gabriela Perianu)‏ مواليد 20 يونيو 1994 في برايلا، هي لاعبة كرة يد رومانية تلعب كظهير أيسر. مثلت منتخب رومانيا لكرة اليد للسيدات. شاركت في دورة الألعاب الأولمبية الصيفية سنة 2016. حققت المركز الثالث في بطولة العالم لكرة اليد للسيدات 2015.

## سجل المنافسة
شاركت في البطولات التالية:
- الألعاب الأولمبية الصيفية 2016
- بطولة العالم لكرة اليد للسيدات 2013
- بطولة العالم لكرة اليد للسيدات 2015
- بطولة أوروبا لكرة اليد للسيدات 2014

## الإنجازات
- الدوري الروماني لكرة اليد للسيدات: الثالث
- بطولة العالم لكرة اليد للسيدات شباب: الرابع

## روابط خارجية
- غابرييلا بيريانو على موقع الاتحاد الأوروبي لكرة اليد (الإنجليزية)
- غابرييلا بيريانو على موقع أوليمبيديا (الإنجليزية)